# 𤅶溧县
𤅶溧县（越南语：／），又译边沥县，是越南隆安省的一个县。面积286平方千米，2019年总人口181,660人。

## 地理
𤅶溧县东接胡志明市平政县，东南接芹湥县，南接芹德县和新柱县，西接守承县，北接德和县和德惠县。

## 历史
1983年1月14日，𤅶守县分设为𤅶溧县和守承县；𤅶溧县下辖新保社、清富社、美安社、福利社、隆合社、安盛社、平德社、盛利社、日政社、良和社和𤅶溧市镇1市镇10社；良和社析置良平社，盛利社析置盛和社，平德社析置盛德社。
1992年8月31日，良和社析置新和社。
2024年10月24日，越南国会常务委员会通过决议，自2024年12月1日起，新和社部分区域并入良和社和新保社，剩余区域并入安盛社。

## 行政区划
𤅶溧县下辖1市镇13社，县莅𤅶溧市镇。
- 𤅶溧市镇（Thị trấn Bến Lức）
- 安盛社（Xã An Thạnh）
- 平德社（Xã Bình Đức）
- 隆合社（Xã Long Hiệp）
- 良平社（Xã Lương Bình）
- 良和社（Xã Lương Hòa）
- 美安社（Xã Mỹ Yên）
- 日政社（Xã Nhựt Chánh）
- 福利社（Xã Phước Lợi）
- 新保社（Xã Tân Bửu）
- 盛德社（Xã Thạnh Đức）
- 盛和社（Xã Thạnh Hoà）
- 盛利社（Xã Thạnh Lợi）
- 清富社（Xã Thanh Phú）